# 阿里安娜·范德普尔-华莱士
阿里安娜·范德普尔-华莱士（英語：Arianna Vanderpool-Wallace，1990年3月4日—）生于拿骚，是一名巴哈马女子游泳运动员，主攻短距离自由泳。她的父亲文森特是一名政治家。母亲Tietchka则曾是一名游泳选手。她也正是受母亲的影响开始练习游泳，14岁时，她移居至美国就读寄宿学校。2008年至2012年间，她在奥本大学就读，并代表该校校队参加美国校际比赛。2018年6月，她正式宣布退役。